# Polityka prowzrostowa
Polityka prowzrostowa (polityka prorozwojowa) – polityka gospodarcza mająca na celu podniesienie poziomu dobrobytu społeczeństwa poprzez zainicjowanie wzrostu gospodarczego oraz uruchomienie szeregu mechanizmów z nim związanych, w tym realnego zwiększenia zdolności akumulacyjnych gospodarki. 
Osiągnięcie takiego stanu możliwe jest dzięki rozszerzeniu wzrostu popytu na dobra krajowe oraz pobudzeniu popytu wewnętrznego i kierowaniu go na aktywizację procesów inwestycyjnych. Polityka prowzrostowa stymuluje wzrost dzięki środkom polityki monetarnej i polityki fiskalnej oraz poprzez podejmowanie przez rząd bezpośrednich działań w postaci specjalnych programów, czy też inwestycji rządowych. Głównie dzięki polityce fiskalnej i monetarnej możliwe jest skłonienie społeczeństwa do zwiększenia oszczędności, co wiąże się ze wzrostem kapitału i stworzeniem odpowiednich warunków do inwestowania. Powyższe działania odblokowują popyt wewnętrzny i zewnętrzny, co wprawdzie początkowo może prowadzić do przejściowej destabilizacji i nasilenia się procesów inflacyjnych, jednak w długim okresie prowadzi do wzrostu gospodarki oraz rozwoju. 
Do elementarnych zadań polityki prowzrostowej należy:
- zachęcanie do oszczędzania i do przekształcania oszczędności w inwestycje kapitałowe;
- ułatwianie inwestowania w najbardziej wydajnych dziedzinach gospodarki i w najbardziej efektywne przedsięwzięcia;
- sprzyjanie innowacjom, pobudzanie i ułatwianie modernizacji aparatu wytwórczego.

Polityka prowzrostowa wraz z przeciwstawiającą się jej polityką stabilizacyjną, poprzez precyzyjne ich łączenie, tworzy dojrzałą politykę rozwojową.